# Хорст Нимак
Хорст Нимак (на немски: Horst Niemack) (1909 – 1992) е германски генерал-майор, служил по време на Втората световна война, а по-късно и в Бундесвера. Кавалер на Рицарски кръст с дъбови листа и мечове.

## Биография

### Начало на военната служба
Хорст Нимак постъпва на военна служба в Райхсверa през 1927 г. като офицерски кандидат от кавалерийски полк. През 1931 г. е повишен в чин лейтенант, а с избухването на Втората световна война е за кратко и преподавател в кавалерийското училище. След напускане на военното училището Нимак бил възпроизведен в звание ротмистър.

### Втора световна война
След старта на Втората световна война през октомври 1939 г. е назначен за командир на ескадрон, воюващ до западната граница на Нацистка Германия като част от разузнавателен батальон на 5-а пехотна дивизия. След година през април поема командването на разузнавателния батальон, с който участва във Френската кампания от май до юни, за където е удостоен с наградата Железен кръст II и I степен, а в средата на юли 1940 г. получава отличието Рицарски кръст за смелостта си.
От 22 юни 1941 г. Нимак участва активно в германо-съветската война, както и в Беларуската операция, а след това се сражава в района на Смоленск. През юли същата година е тежко ранен, откаран е в най-близката болница и по време на лечението му през август е удостоен с наградата Дъбови листа към Рицарския кръст, а малко по-късно е повишен в чин майор.
През ноември 1941 г. след изписването му от болницата е назначен за началник на кавалерийското обучение във военно училище.
През февруари 1943 г. е повишен в чин подполковник и е назначен за командир на новосформирания във Франция гренадирски полк от останките на 24-та танкова дивизия, разгромена в Битката при Сталинград (1942).
От октомври на същата година поема командването на фузилерски пехотен полк от танковата дивизия „Велика Германия“, участвал в боевете в Украйна и Румъния в по-късния етап, а през юни е повишен в полковник и е награден с отличието Мечове към дъбовите листа на Рицарския кръст.
На 24 август 1944 г. е повторно ранен, когато бронирана кола (Panzerspähwagen) го удря. Спасен е в последния момент от обгорената кола и веднага е транспортиран до областната болница в Берлин. В болницата „Шарите“ професор Фердинанд Зауербрух успява да избегне ампутация на лявата му ръка.
В началото на януари 1945 г., вече в звание генерал-майор (последно повишение), Нимак е назначен за командир на Учебна танкова дивизия, с която активно участва в боевете на Западния фронт до края на март. От 3 април същата година е ранен за трети път, а през май е пленен от британците, докато се лекува в лазарет.
Умира в град Целе на 83-годишна възраст през 1992 г.

## Награди
- Пехотна щурмова значка
- Значка за раняване – златна (7 април 1944)
- Железен кръст (1939)
  - II степен (17 май 1940)
  - I степен (12 юни 1940)
- Рицарски кръст с дъбови листа и мечове
  - Носител на Рицарски кръст (13 юли 1941) като командир на разузнавателен батальон[1]
  - Носител на дъбови листа №30 (10 август 1941) като командир на разузнавателен батальон[1]
  - Носител на мечове №69 (4 юни 1944 г.) като командир на пехотен полк от Танкова дивизия „Велика Германия“"[1]
- Споменат в ежедневния доклад на „Вермахтберихт“ (6 юли 1941)
- Федерален кръст за заслуги – по време на службата си в Бундесвера